# Mont-sur-Monnet
Mont-sur-Monnet ist eine französische Gemeinde im Département Jura in der Region Bourgogne-Franche-Comté.

## Geographie
Mont-sur-Monnet liegt auf 657 m, etwa sieben Kilometer südwestlich der Stadt Champagnole (Luftlinie). Das Haufendorf erstreckt sich im Jura, auf dem Hochplateau von Champagnole, dem zweiten Plateau des westlichen Juras, südlich des Ain-Tals.
Die Fläche des 19,93 km² großen Gemeindegebiets umfasst einen Abschnitt des französischen Juras. Der Hauptteil des Gebietes wird vom Hochplateau von Champagnole eingenommen, das durchschnittlich auf 640 m liegt. Diese Hochfläche zeigt ein lockeres Gefüge von Wiesland, Ackerland und ausgedehnten Waldungen, nämlich Forêt du Chanet im Westen, Bois du Fays im Norden, Bois de Comberaux, Bois du Petit Chanet und Bois de la Farouille im Osten. Gegen Norden fällt das Plateau mit einem Steilhang zum Tal des Ain ab, wobei die Grenze meist entlang der Oberkante verläuft. Auch der Talkessel von Balerne, der am Rand der Ebene von Champagnole liegt, gehört zur Gemeinde. Nach Südosten steigt das Hochplateau allmählich an. Auf einer Kuppe im Bois de la Grosse Haie wird mit 743 m die höchste Erhebung von Mont-sur-Monnet erreicht. Das gesamte Gebiet zeigt keine oberirdischen Fließgewässer, weil das Niederschlagswasser im Untergrund versickert, der aus porösem Kalkstein besteht.
Nachbargemeinden von Mont-sur-Monnet sind Monnet-la-Ville und Ney im Norden, Loulle im Osten, Saffloz, Fontenu und Marigny im Süden sowie Montigny-sur-l’Ain im Westen.

## Geschichte
Der Grundstein zur Besiedlung der Gegend wurde 1136 mit der Gründung des Klosters von Balerne in einem abgeschlossenen Talkessel am Nordfuß des Plateaus gesetzt. Die Mönche sorgten für die Rodung und die Urbarmachung des Gebietes von Mont-sur-Monnet. Seit dem Mittelalter gehörte der Ort zur Vizegrafschaft Monnet, deren Schloss sich auf einem Vorsprung über der Combe d’Ain befand (heute auf dem Gemeindegebiet von Montigny-sur-l’Ain). Zusammen mit der Franche-Comté gelangte Mont-sur-Monnet mit dem Frieden von Nimwegen 1678 an Frankreich.

## Sehenswürdigkeiten
Die Dorfkirche Mariä Himmelfahrt in Mont-sur-Monnet wurde im 19. Jahrhundert errichtet. Vom ehemaligen Kloster Balerne sind nur noch wenige Überreste sichtbar. 

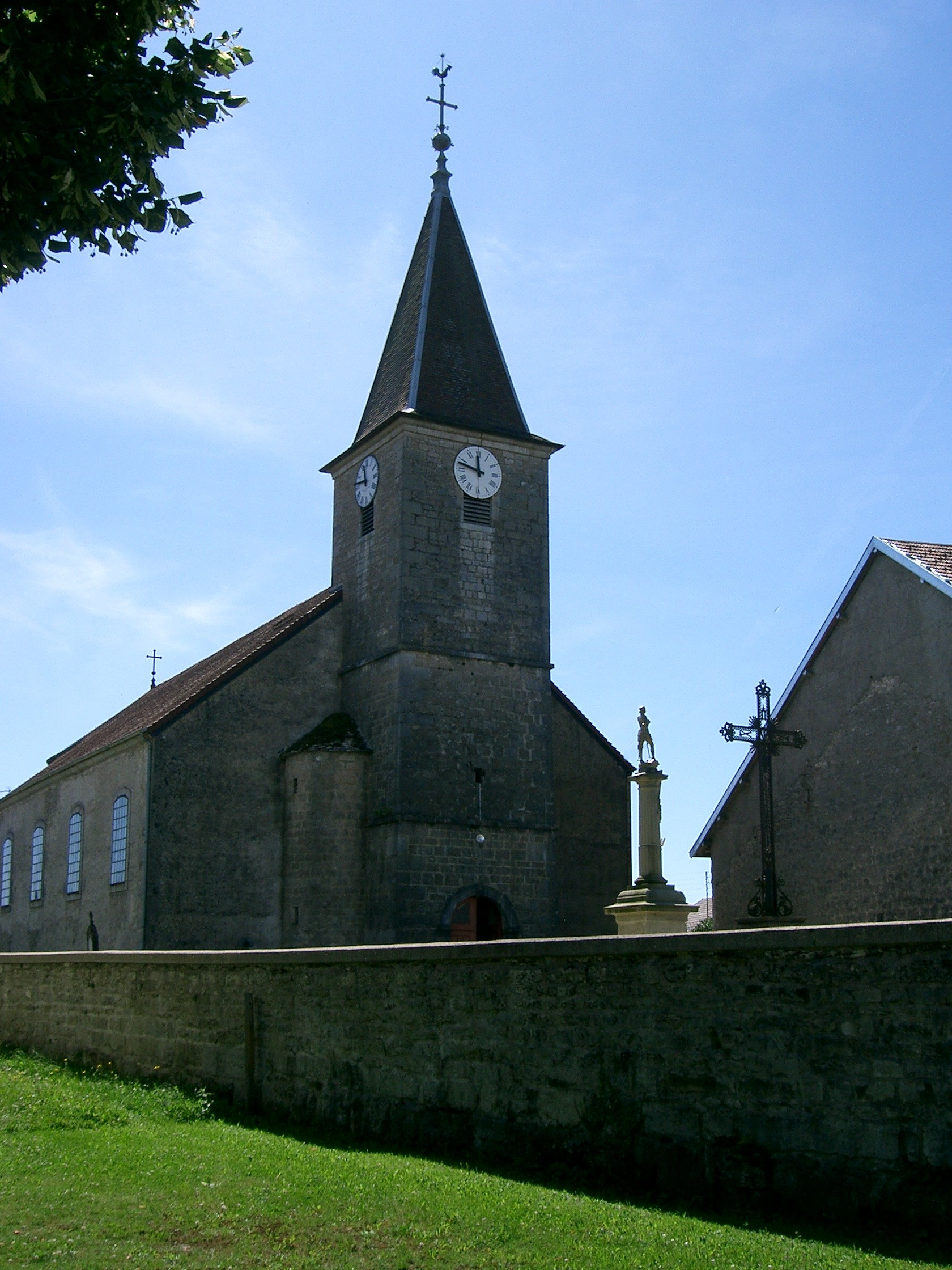
Kirche Mariä Himmelfahrt

## Bevölkerung
| Jahr                       | 1962 | 1968 | 1975 | 1982 | 1990 | 1999 | 2006 | 2018 |
| -------------------------- | ---- | ---- | ---- | ---- | ---- | ---- | ---- | ---- |
| Einwohner                  | 196  | 177  | 213  | 194  | 177  | 173  | 186  | 246  |
| Quellen: Cassini und INSEE |      |      |      |      |      |      |      |      |

Mit 203 Einwohnern (Stand 1. Januar 2022) gehört Mont-sur-Monnet zu den kleinen Gemeinden des Départements Jura. Nachdem die Einwohnerzahl in der ersten Hälfte des 20. Jahrhunderts markant abgenommen hatte (1886 wurden noch 426 Personen gezählt), wurden seit Beginn der 1960er Jahre nur noch relativ geringe Schwankungen verzeichnet.

## Wirtschaft und Infrastruktur
Mont-sur-Monnet war bis weit ins 20. Jahrhundert hinein ein vorwiegend durch die Landwirtschaft und die Forstwirtschaft geprägtes Dorf. Daneben gibt es heute einige Betriebe des lokalen Kleingewerbes. Mittlerweile hat sich das Dorf auch zu einer Wohngemeinde gewandelt. Viele Erwerbstätige sind Wegpendler, die in den größeren Ortschaften der Umgebung ihrer Arbeit nachgehen.
Die Ortschaft liegt abseits der größeren Durchgangsstraßen an einer Departementsstraße, die von Pont-du-Navoy nach Châtelneuf führt. Weitere Straßenverbindungen bestehen mit Fontenu, Saffloz, Loulle und Champagnole.